# Bitritto
Bitritto is een gemeente in de Italiaanse provincie Bari (regio Apulië) en telt 10.298 inwoners (31-12-2004). De oppervlakte bedraagt 17,6 km², de bevolkingsdichtheid is 585 inwoners per km².

## Demografie
Bitritto telt ongeveer 3493 huishoudens. Het aantal inwoners steeg in de periode 1991-2001 met 13,1% volgens cijfers uit de tienjaarlijkse volkstellingen van ISTAT.
| Jaar | Inwoneraantal |
| ---- | ------------- |
| 1991 | 8689          |
| 2001 | 9827          |

## Geografie
Bitritto grenst aan de volgende gemeenten: Adelfia, Bari, Bitetto, Modugno, Sannicandro di Bari.